# میرزا ابراهیم‌خان شریفی
میرزا ابراهیم خان شریفی از سیاستمداران ایرانی بود، که در دوره‌های هفتم ، هشتم، و نهم بعنوان نماینده کاشان و نطنز در مجلس شورای ملی حضور داشت.